# Franco Zaglio
Franco Zaglio (Cremona, 23 dicembre 1936) è un ex calciatore italiano, di ruolo mediano.

## Carriera

### Club

#### Gli esordi
Inizia la sua carriera di calciatore nelle giovanili della Cremonese. Agli sportivi dell'epoca era noto con il soprannome di Balino e il suo ruolo era quello di mediano di manovra.
Esordisce all'età di 17 anni in Serie C con un 2-0 inflitto alla Sambenedettese. Dopo due anni trascorsi tra i grigio-rossi passa nel 1956 alla Lazio, senza però esordire in Serie A. Esordio rimandato al 1957 con un'altra maglia biancoazzurra, quella ferrarese della SPAL, perché nel frattempo il presidente ferrarese Paolo Mazza aveva fiutato le doti di Zaglio e lo volle lanciare.
Mazza vince la sfida e, infatti, dopo aver disputato un'ottima stagione a Ferrara, Zaglio torna nella capitale, ma sul versante giallorosso della Roma, squadra nella quale rimarrà sino al 1960 per poi finire all'Inter di Helenio Herrera, dove resterà sino al 1964.

#### Inter e ultimi anni
Nella grande Inter si scontra ripetutamente con il Mago, che aveva inventato la famosa bilancia e imponeva ai calciatori di salirvi ripetutamente sopra. Zaglio aveva sistematicamente, secondo Herrera, 2 chili di troppo e spesso lo costringeva a restare fuori squadra, con grande rammarico del cremonese che si sentiva sottoutilizzato. Nonostante i problemi di peso, Zaglio gioca comunque 21 partite su 34 nel campionato 1962-1963, quello del primo scudetto della Grande Inter. Complessivamente Zaglio giocherà nell'Inter  54 gare, con 4 goal all'attivo.
Nel frattempo per Zaglio iniziano anche problemi fisici; la frattura del menisco per ben due volte e la trascuratezza nel risolvere il secondo infortunio gli creano seri problemi ai legamenti e quindi gli impongono un precoce declino. Nel 1964 passa al Mantova, sempre in serie A, per poi concludere la sua carriera l'anno successivo al Genoa in Serie B.
In tutto ha giocato 152 partite in Serie A, mettendo a segno 14 reti, e 5 partite,con una rete, in Serie B. Inoltre ha giocato 44 partite in Serie C, segnando 4 goal.

### Nazionale
Esordisce in maglia azzurra il 28 febbraio 1959 a Roma contro la Spagna. Gioca la sua seconda e ultima partita in azzurro il 6 maggio 1959 a Londra contro l'Inghilterra.

## Dopo il ritiro
Tenta, senza troppa fortuna, la carriera di allenatore ed è pertanto obbligato a farsi assumere come operaio alla Rizzoli Editore di Milano.

## Statistiche

### Cronologia presenze e reti in nazionale
| Cronologia completa delle presenze e delle reti in nazionale ― Italia | Cronologia completa delle presenze e delle reti in nazionale ― Italia | Cronologia completa delle presenze e delle reti in nazionale ― Italia | Cronologia completa delle presenze e delle reti in nazionale ― Italia | Cronologia completa delle presenze e delle reti in nazionale ― Italia | Cronologia completa delle presenze e delle reti in nazionale ― Italia | Cronologia completa delle presenze e delle reti in nazionale ― Italia | Cronologia completa delle presenze e delle reti in nazionale ― Italia |
| Data                                                                  | Città                                                                 | In casa                                                               | Risultato                                                             | Ospiti                                                                | Competizione                                                          | Reti                                                                  | Note                                                                  |
| --------------------------------------------------------------------- | --------------------------------------------------------------------- | --------------------------------------------------------------------- | --------------------------------------------------------------------- | --------------------------------------------------------------------- | --------------------------------------------------------------------- | --------------------------------------------------------------------- | --------------------------------------------------------------------- |
| 28-2-1959                                                             | Roma                                                                  | Italia                                                                | 1 – 1                                                                 | Spagna                                                                | Amichevole                                                            | -                                                                     |                                                                       |
| 6-5-1959                                                              | Londra                                                                | Inghilterra                                                           | 2 – 2                                                                 | Italia                                                                | Amichevole                                                            | -                                                                     |                                                                       |
| Totale                                                                |                                                                       | Presenze                                                              | 2                                                                     |                                                                       | Reti                                                                  | -                                                                     |                                                                       |

## Palmarès

### Club

#### Competizioni nazionali
- Campionato italiano: 1

Inter: 1962-1963
- IV Serie: 1

Cremonese: 1953-1954

#### Competizioni internazionali
- Coppa dei Campioni: 1

Inter: 1963-1964